# Медведев, Михаил Михайлович
Михаил Михайлович Медведев (1923—1987) — Гвардии сержант Рабоче-крестьянской Красной Армии, участник Великой Отечественной войны, Герой Советского Союза (1943).

## Биография
Михаил Медведев родился 15 августа 1923 года в селе Коноваловка (ныне — Борский район Самарской области). После окончания начальной школы работал на шахте. В 1942 году Медведев был призван на службу в Рабоче-крестьянскую Красную Армию. С июля того же года — на фронтах Великой Отечественной войны.
К сентябрю 1943 года гвардии ефрейтор Михаил Медведев был сапёром 89-го гвардейского отдельного сапёрного батальона 78-й гвардейской стрелковой дивизии 25-го гвардейского стрелкового корпуса 7-й гвардейской армии Степного фронта. Отличился во время битвы за Днепр. В ночь с 24 на 25 сентября 1943 года Медведев переправил на плацдарм на западном берегу Днепра в районе села Домоткань Верхнеднепровского района Днепропетровской области Украинской ССР первую десантную группу, а затем, захватив ещё шесть лодок, доставил их своим товарищам, благодаря чему переправа была осуществлена гораздо быстрее. Лично участвовал в боях за захват, удержание и расширение плацдарма.
Указом Президиума Верховного Совета СССР от 26 октября 1943 года за «образцовое выполнение боевых заданий командования на фронте борьбы с немецкими захватчиками и проявленные при этом мужество и героизм» гвардии ефрейтор Михаил Медведев был удостоен высокого звания Героя Советского Союза с вручением ордена Ленина и медали «Золотая Звезда» за номером 1375.
После окончания войны Медведев в звании гвардии сержанта был демобилизован. Проживал в Семипалатинске, работал на местном мясокомбинате. Умер 22 октября 1987 года.
Был также награждён орденами Красного Знамени и Отечественной войны 1-й степени, рядом медалей.